# Anime sulla strada
Anime sulla strada (路上の霊魂?, Rojo no reikon) è un film muto del 1921 diretto da Minoru Murata.
Il film è considerato un capolavoro del cinema muto e del cinema giapponese.

## Trama
Il violinista Koichiro si trasferisce a Tokyo, sfidando la disapprovazione del padre, Sugino. 
Purtroppo la sua musica al pubblico non piace e povero e deluso è costretto a ritornare. 
Con la moglie e la figlia si incammina verso la città natale. 
Per le stesse strade vagano anche due galeotti, Tsurukichi e Kamezo, appena fuggiti di prigione. Incontrano la disgraziata famigliola e dividono generosamente il loro pezzo di pane. Poi tentano di introdursi in una villa di campagna. Il custode li sorprende e li vorrebbe cacciar via ma s'impietosisce ed offre loro cibo e riparo. Una giovane donna prepara una festa per il Natale e invita i vicini di casa.
L'inflessibile Sugino respinge il figlio e non intende perdonarlo. Koichiro è esausto ed affamato. A causa degli stenti subiti la figlia muore. Disperato fugge nel bosco e si lascia morire nella neve.

## Soggetto
Il soggetto è tratto da due drammi: Mutter Landstrasse (1901) di Wilhelm Schmidtbonn e Na dne, I bassifondi (1902) di Maksim Gor'kij.

## Produzione
Kaoru Osanai (1881-1928), noto per la sua opera di modernizzazione del teatro giapponese e per la scuola di recitazione da lui diretta, contribuì a fondare l'Istituto cinematografico Shochiku. 
Il primo titolo prodotto fu Rojo no reikon. Osanai svolse le mansioni di supervisore generale del film e vi appare nella parte di Sugino, il padre di Koichiro.
Yasujiro Shimazu (1897-1945), responsabile delle luci e Kiyohiko Ushihara (1897-1985), autore della sceneggiatura ed interprete del maggiordomo, divennero noti registi.

## Tecnica cinematografica
Il regista utilizza il montaggio parallelo nella narrazione delle storie che si incrociano: era un'autentica novità per l'epoca.

## Temi
Un tema centrale del film è la carità. Il regista lo dichiara con una didascalia dall'inizio del film, nei titoli di testa: